# Monte Saliente
Der Monte Saliente (auch Piz Saliente oder Pizzo Saliente, 3048 m s.l.m.) ist ein Berg in den Livigno-Alpen in der italienischen Provinz Sondrio in der Lombardei. Der Hauptgipfel liegt ungefähr 100 Meter östlich der Grenze zum Schweizer Kanton Graubünden. Das Toponym „Saliente“ leitet sich von „saliens“ ab, im Sinne von lateinisch aqua saliens für ‚sprudelndes Wasser‘.

## Lage und Umgebung
Der schroffe und spitze Monte Saliente wird eingerahmt von drei Tälern:
Das von Livigno in Richtung Nordwesten verlaufende Valle del Saliente im Süden, das Val Trupchun im Nordwesten sowie das Valle del Cantone im Nordosten.
Der Bergstock wird geprägt von drei Graten: Der Ostgrat senkt sich ab zur Bocchetta del Cantone (2770 m), einem Sattel, der den Monte Saliente von der Corna Cavalli (2991 m) trennt. Südwestgrat und Nordgrat bilden die Grenze zur Schweiz, im Südwestgrat trennt die Forcola Torpione bzw. Fuorcla Trupchun (2779 m) den Monte Saliente vom Piz Trupchun (2941 m) und Piz Chaschauna (3070 m). Der Nordgrat verläuft zum 1,5 Kilometer entfernten Piz Fier (3058 m), die tiefste Scharte in diesem Gratabschnitt misst 2877 m. Die Grate treffen sich in einer Scharte etwa 100 Meter westlich des Hauptgipfels, der somit den Beginn des Ostgrats darstellt. Am Beginn des Nordgrats befindet sich der wenig niedrigere Westgipfel.
Vor allem die Süd- und die Westseite des Berges ist geprägt von geschichteten, steilen Wänden, die von Schuttrinnen zerschnitten werden. In der Nordostflanke befindet sich Reste des kleinen Gletschers Ghiacciaio del Saliente.
Der Monte Saliente liegt innerhalb des Nationalparks Stilfserjoch, der hier direkt an den Schweizerischen Nationalpark grenzt, in dem sich die Westseite des Berges befindet.

## Alpinismus
Die erste bekannte Besteigung des Monte Saliente erfolgte am 26. Juli 1895 durch Democirto Prina mit Giuseppe Krapacher. Sie erreichten den Gipfel über den Südwestgrat von der Forcola Torpione. Die erste Begehung des Ostgrats gelang Rinaldo Piazzi mit Pietro Rinaldi am 8. August 1902. Von Nordosten aus dem Val del Cantone wurde der Berg erstmals von Günter Dyhrenfurth, Marianna Möller und Albrecht Spitz erstiegen. Am 4. August 1908 gelangten sie über die Nordostflanke und den oberen Teil des Nordgrats zum Gipfel. Im Abstieg begingen sie den gesamten Nordgrat bis zur tiefsten Scharte nahe dem Piz Fier.
Die heute im Normalfall begegangenen Routen sind ähnlich den Erstbesteigern Südwest- und Ostgrat. Der möglicherweise etwas einfachere Ostgrat führt von der Bocchetta del Cantone zunächst über exponierte, aber nicht schwierig zu kletternde Felsen. Über weite Strecken ist der Grat recht flach, später führt er mit mehr Zacken zum Gipfel, die Route ist dennoch offensichtlich, die Kletterschwierigkeit liegt meist bei I-II, Stellen sind III.
Schwieriger ist die Routenfindung am Südwestgrat, den einige zu umgehende Grattürme etwas unübersichtlich machen, die Route ist aber weitgehend durch Steinmänner markiert. Durch das brüchige Gestein und die vielen mit feinem Schutt bedeckten Felsen ist die Route nicht ungefährlich. Von der Forcola Torpione folgt man zunächst mehr oder weniger dem Grat bis östlich des P. 2908. Dann quert man, etwas ab- und aufsteigend nach Osten bis zu einem großen Colouir, über das man wieder, meist in steilem Schutt, zum Grat gelangt. Ab hier weiter auf dem Grat, wobei eine kurze, etwas schwierigere Kletterstelle zu bewältigen ist, die aber nicht ausgesetzt ist (II). Man erreicht die Scharte zwischen West- und Ostgipfel und gelangt über den Grat nach Osten zum Hauptgipfel mit kleinem Kreuz.

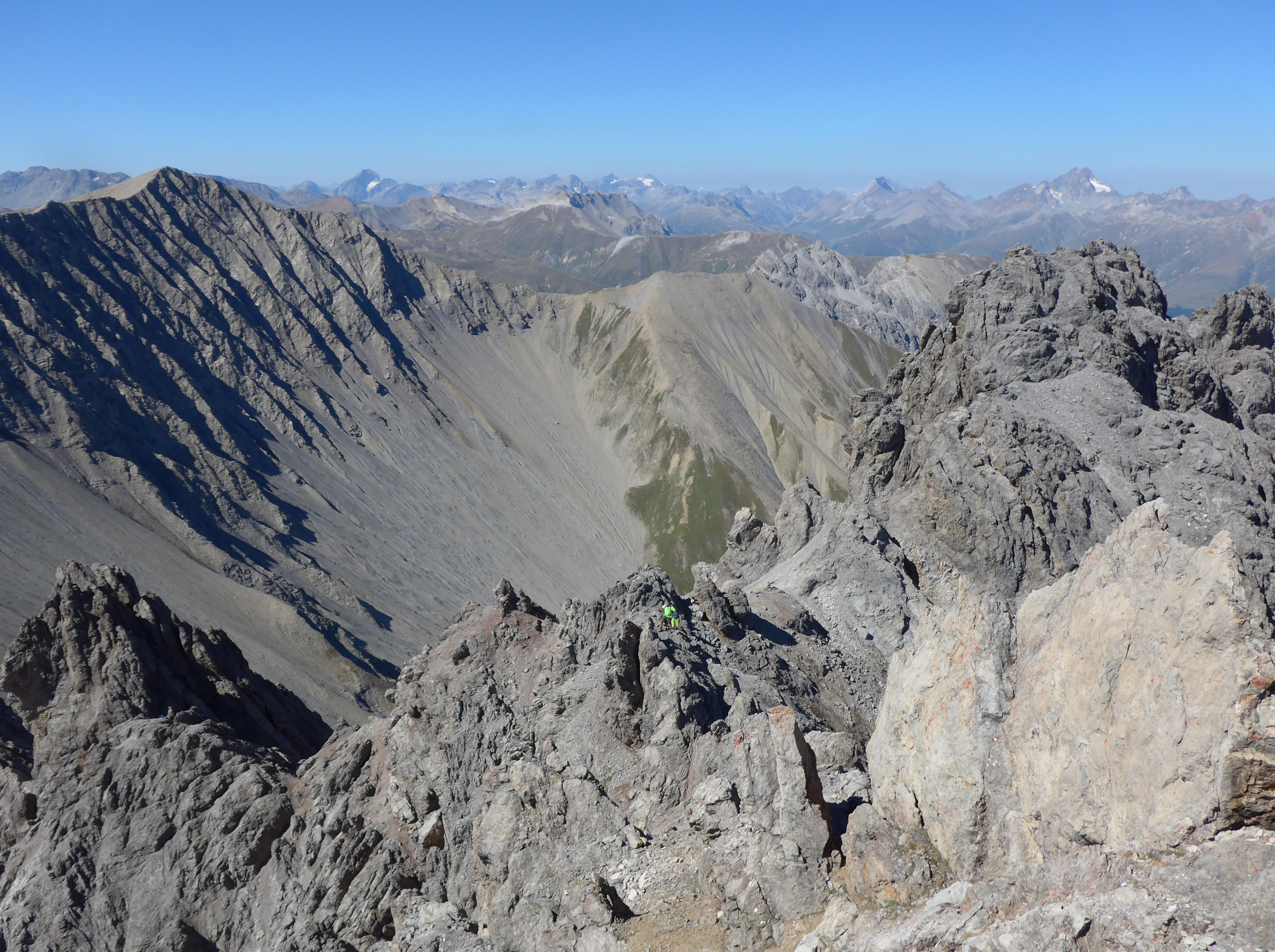
Blick vom Hauptgipfel des Monte Saliente Richtung Westen, rechts der Westgipfel, dahinter Piz Kesch.
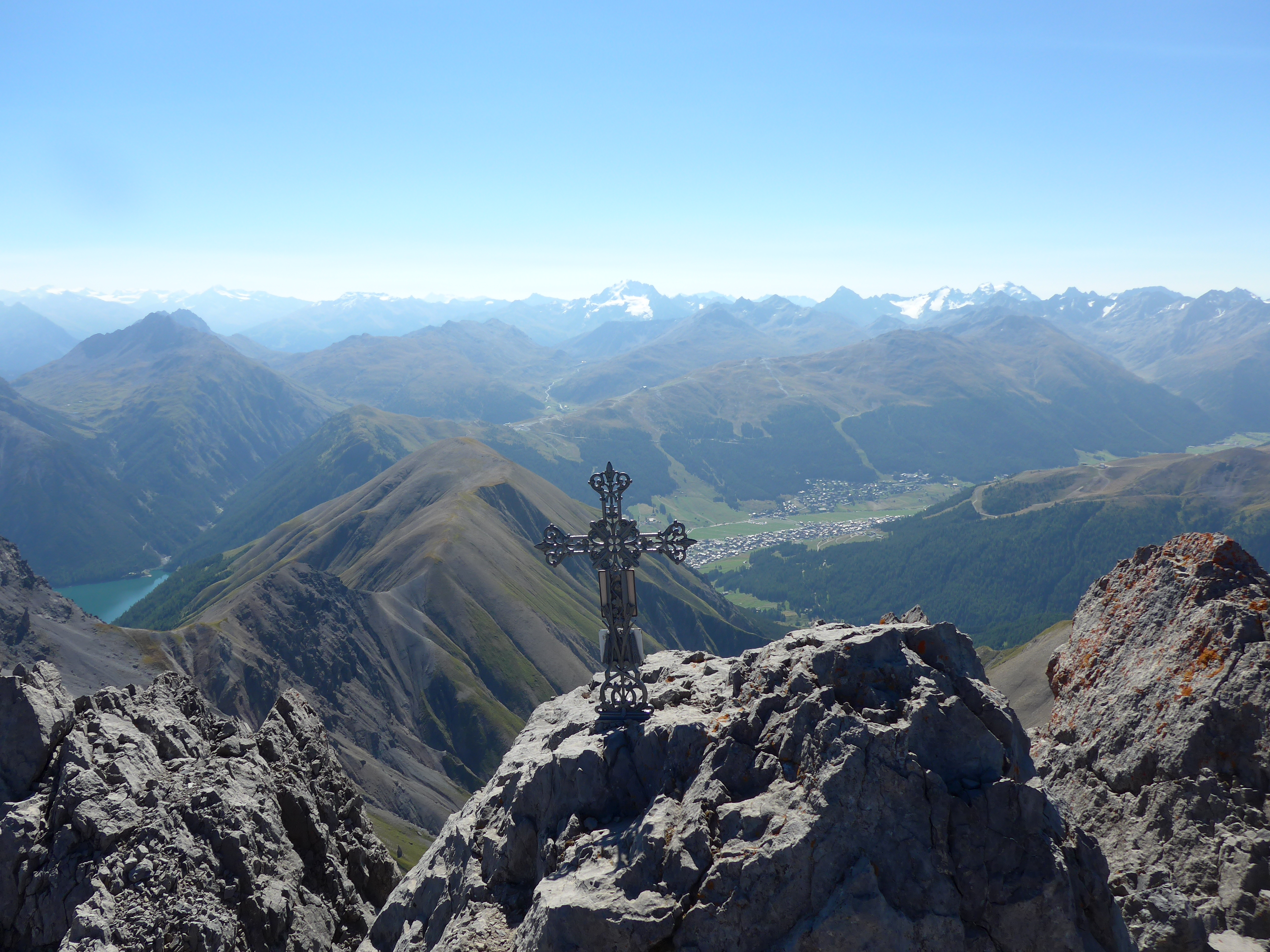
Gipfelkreuz und Blick nach Südosten nach Livigno.
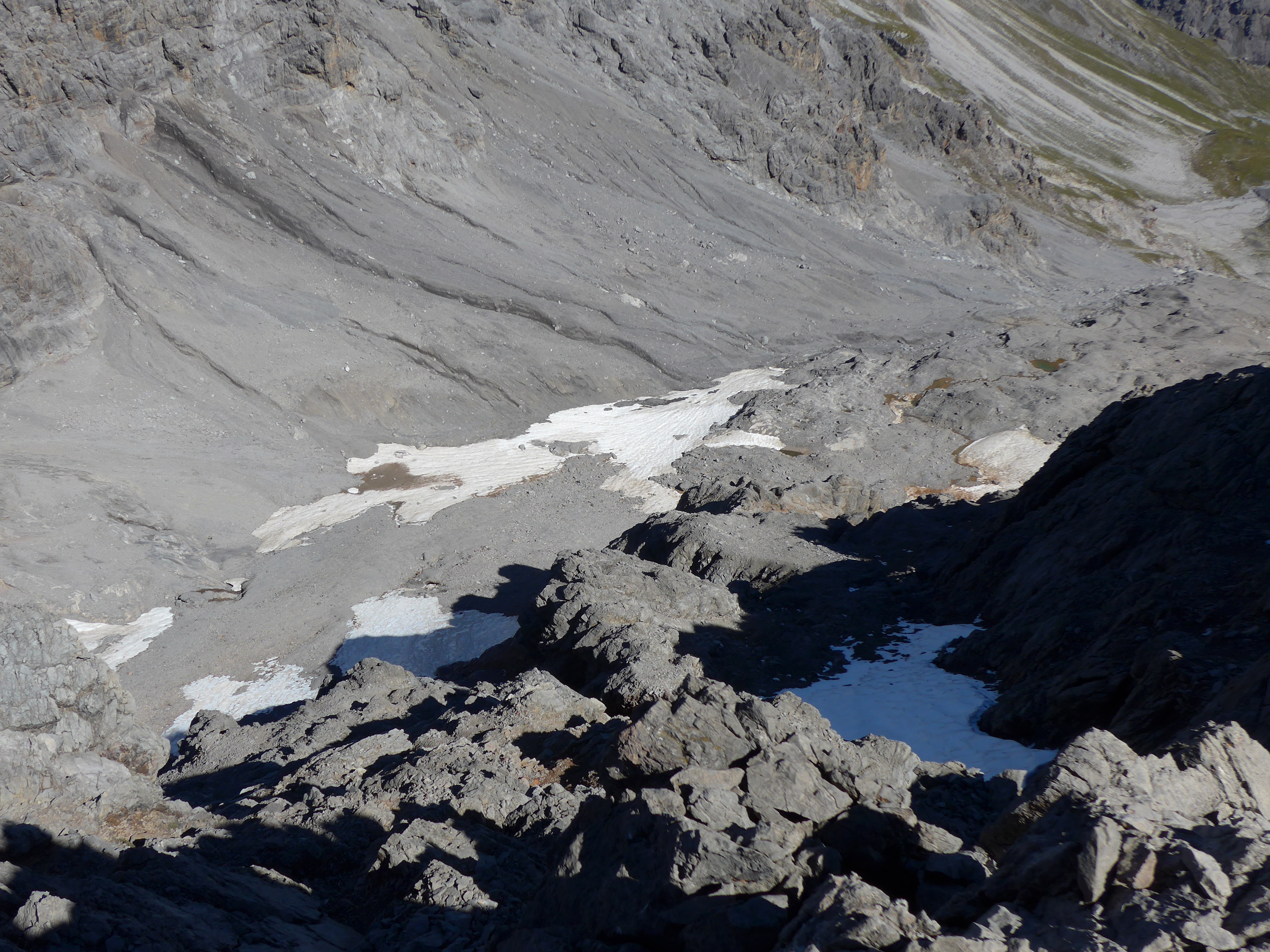
Reste des Ghiacciaio del Saliente, gesehen vom Gipfel.